# Angetenar
Angetenar (tau Eridani) is een ster in het sterrenbeeld Eridanus (Rivier Eridanus).